# Olympiakos SFP
Olympiakos SFP (grekiska: Ολυμπιακός Σύνδεσμος Φιλάθλων Πειραιώς) är en sportklubb från Pireus, Grekland, grundad 10 mars 1925. Klubben är främst känd för fotbollssektionen (Olympiakos FC), men har verksamhet i många sporter. Förutom fotboll har den även nått internationella framgångar i basketboll, volleyboll, vattenpolo och brottning.

## Sektioner

### Fotboll
Bland fotbollssektionens meriter finns 48 ligatitlar i den Grekiska Superligan, 29 segrar i den grekiska cupen, 4 segrar i den grekiska supercupen samt en seger i den balkanska cupen, vilket är mer än något annat grekiskt lag. I europeiska sammanhang har laget ständigt figurerat i Champions League sedan säsongen 97-98. Man har tagit sig vidare från gruppspelet 3 gånger av vilka den ena till kvartsfinal mot Juventus 98-99.

Säsongen 2023/24 blev Olympiacos det första grekiska laget att vinna en europeisk titel, Uefa Conference League. Samma säsong vann klubbens U-19-lag Uefa Youth League och blev därmed det första laget att vinna två europeiska titlar under samma säsong.

### Volleyboll
Lagets damvolleybollssektion grundades 1930. Den nådde länge inga större framgångar, men har sedan 2011 vunnit nio grekiska mästerskap och elva grekiska cuper. Dessutom vann laget CEV Challenge Cup 2017–2018.